# Руническая песня
Рунические песни (фин. runo — руна) — эпические песни карелов, финнов, эстонцев и других прибалтийско-финских народов.
Рунические песни происходят от древних мифов о сотворении мира. Наибольшее распространение рунические песни получили в традициях карел, финнов и эстонцев. Из рунических стихов собиратель фольклора Элиас Лёнрот составил карело-финский эпос «Калевала», также из рун составлен эстонский народный эпос «Калевипоэг».

## История
Древним германским (готским) словом руна (фин. runo) финны называют в настоящее время стихи вообще; но в древности, в период язычества, особенным значением пользовались магические руны или руны-заговоры (фин. loitsu runo), как продукт шаманских верований, господствовавших некогда среди финнов, как и у их родичей — саамов, мансе, коми-зырян и других угро-финских народов. Под влиянием столкновения с более развитыми народами — германцами и славянами — финны, особенно в период скандинавских викингов (VIII—XI вв.), пошли в своем духовном развитии дальше других народов-шаманистов, обогатили свои религиозные представления образами стихийных и нравственных божеств, создали типы идеальных героев и вместе с тем достигли определённой формы и значительного искусства в своих поэтических произведениях, которые, однако, не переставали быть всенародными.

## Особенности и тематика
Рунические песни одноголосны; исполняются запевалой и хором или одним или поочерёдно двумя певцами. Напевам свойственна простая мелодика терцового, квартового или квинтового диапазона. Отличительная внешняя форма руны — короткий восьмисложный хорейный стих, не рифмованный, но богатый аллитерацией. Для него типична квантитативная ритмика, аллитерация, ассонанс, параллелизмы. Особенность склада — почти постоянное сопоставление синонимов в двух рядом стоящих стихах, так что каждый следующий стих является парафразой предыдущего. Последнее свойство объясняется способом народного пения в Финляндии: певец, условившись с товарищем о сюжете песни, садится против него, берет его за pyки, и они начинают петь, покачиваясь взад и вперед. При последнем такте каждой строфы наступает очередь помощника, и он всю строфу перепевает один, а между тем запевала на досуге обдумывает следующую. Хорошие певцы знают множество рун, иногда хранят в памяти несколько тысяч стихов, но поют либо отдельные руны, либо своды из нескольких рун, связывая их по своему усмотрению, не имея никакого представления о существовании цельной эпопеи, которую находят в рунах некоторые учёные.
Руны повествуют о сотворении мира, богах, героях, воспевают природу родного края. Это могут быть плачи об умерших родственниках, разлуке с любимыми. Сюжеты связаны с бытом и обрядами крестьян, а также с архаичными космогоническими мифами.

## Рунопевцы

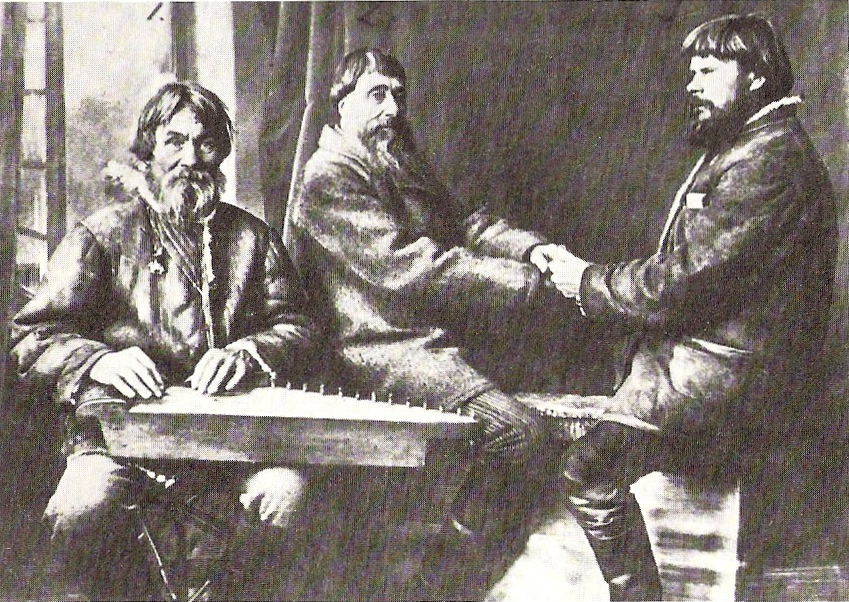
Рунопевцы Иван Шемейкка, Иван Онойла и Константин Куокка

Исполнителями рун, как правило, были простые крестьяне из карел, ижор, ингерманландцев и финнов. Они пели руны в один голос, иногда — попеременно двумя голосами, часто сопровождая исполнение игрой на кантеле, каннеле и подобных инструментах.
Со времени опубликования «Калевалы» (1835—1849 года) интерес к финно-угорскому фольклору возрос, различные исследователи открывали всё новых рунопевцев, которые пели для них древние руны.
Известные ижорские рунопевцы:
- Ларин Параске
- Онтропо Мельников

Известные карельские рунопевцы:
- Ваассила Киелевяйнен
- Онтрей Малинен[фин.](1777—1855)
- Мария Михеева (1884—1969)
- Анастасия Никифорова (1888—1971)
- Архип Перттунен
- Михаил Перттунен (1815—1899)
- Татьяна Перттунен (1880—1963)
- Петри Шемейкка
- Иивана Шемейкка (1843—1911)
- Ёуки Хямяляйнен (1882—1959)
- Мартти Карьялайнен (1768—1839)